# Novi Travnik
Novi Travnik (do 1992 roku Pucarevo) – miasto w Bośni i Hercegowinie, w Federacji Bośni i Hercegowiny, w kantonie środkowobośniackim, siedziba gminy Novi Travnik. W 2013 roku liczyła 9008 mieszkańców, z czego większość stanowili Chorwaci.